# Живово
Живово или Живоо, Живо (на македонска литературна норма: Живово) е село в южната част на Северна Македония, община Прилеп.

## География
Селото е разположено в планината Козяк, в областта Прилепско Мариово, от дясната страна на Църна, на 50 km южно от общинския център Прилеп. Селото е планинско, на надморска височина от 920 метра. Землището му е 17,2 km2, като обработваемите земи са 339,3 ха, пасищата – 580,3 ха, а горите – 663 ха.

## История

### В Османската империя
| Османски статистики        | Ханета | Неженени | Вдовици | Годишен приход |
| -------------------------- | ------ | -------- | ------- | -------------- |
| Дефтер № 4 от 1476/77 г.   | 16     | 2        |         | 964            |
| Дефтер № 16 от 1481/82 г.  | 17     |          |         | 613            |
| Дефтер № 73 от 1519 г.     | 19     |          | 1       | 1290           |
| Дефтер № 149 от 1528/29 г. | 20     | 3        | 1       | 1290           |
| Дефтер № 232 от 1544/45 г. | 18     | 2        |         | 980            |

В XIX век Живово е село в Прилепска кааза, Мориховска нахия на Османската империя. В „Етнография на вилаетите Адрианопол, Монастир и Салоника“, издадена в Константинопол в 1878 година и отразяваща статистиката на населението от 1873 година, Живо (Jivo) е посочено като село с 42 домакинства и 177 жители българи.
Според статистиката на Васил Кънчов („Македония. Етнография и статистика“) от 1900 година Живо има 360 жители, от които 350 българи християни и 10 цигани.
На Етнографската карта на Битолския вилает на Картографския институт в София от 1901 година Живово е чисто българско село в Прилепската каза на Битолския санджак с 58 къщи.
В началото на XX век българското население на селото е под върховенството на Българската екзархия. По данни на секретаря на екзархията Димитър Мишев („La Macédoine et sa Population Chrétienne“) през 1905 година в Живово има 400 българи екзархисти.
Според Георги Трайчев Живоо има 27 къщи с 230 жители българи.

### Преброявания в Югославия и Република Македония[1]
| Националност     | 1948 | 1953 | 1961 | 1971 | 1981 | 1991 | 1994 | 2002 |
| ---------------- | ---- | ---- | ---- | ---- | ---- | ---- | ---- | ---- |
| Общо             | 225  | 243  | 250  | 79   | 7    | 5    | 5    | 0    |
| северномакедонци |      | 242  | 245  | 78   | 7    | 5    | 5    | 0    |
| албанци          |      | 0    | 0    | 0    | 0    | 0    | 0    | 0    |
| турци            |      | 0    | 0    | 0    | 0    | 0    | 0    | 0    |
| роми             |      | 0    | 0    | 0    | 0    | 0    | 0    | 0    |
| власи            |      | 0    | 0    | 0    | 0    | 0    | 0    | 0    |
| сърби            |      | 1    | 3    | 1    | 0    | 0    | 0    | 0    |
| бошняци          |      | 0    | 0    | 0    | 0    | 0    | 0    | 0    |
| други            |      | 0    | 2    | 0    | 0    | 0    | 0    | 0    |

## Личности
Родени в Живово
- Трайко Браянов, ренегат от ВМОРО и гръцки андарт
- Трайко Зойката (? – 1937), български революционер
- Янче Тотков, български революционер, четник на Петър Костов – Пашата в 1915 година[7]